# Потатурчев, Андрей Герасимович
Андрей Герасимович Потатурчев (2 ноября 1898 — 30 сентября 1945 или июль 1947) — советский военачальник, участник гражданской и Великой Отечественной войн. Генерал-майор танковых войск (4.06.1940).

## Биография
Родился 2 ноября 1898 года в деревне Князищево Тульской губернии в семье крестьянина. С 14 лет работал коногоном на шахте в Донбассе.
Призван в Русскую императорскую армию в феврале 1917 года. Проходил службу рядовым в 203-й тяжёлой артиллерийской бригаде (Смоленск). В феврале 1918 года добровольцем вступил в красный партизанский отряд.
В Красной армии с лета 1918 года. В 1919 году окончил 1-е Петроградские артиллерийские курсы РККА. Участвовал в гражданской войне. С октября 1919 года — красноармеец отряда Красных командиров 7-й армии Западного фронта. Участвовал в боях против частей Эстонской республики и войск генерала Н. Н. Юденича. С 1 декабря 1919 года — командир взвода 1-й батареи 1-го артдивизиона 45-й стрелковой дивизии на Южном фронте. С февраля по май 1920 года находился в Одесском военном госпитале по болезни. С 28 апреля 1920 года — начальник связи 1-й конно-горной батареи и помощник командира батареи 8-го полка 8-й кавалерийской дивизии Червонного казачества 1-го конного корпуса. В это время участвовал в советско-польской войне, а после перемирия с поляками — в боях против петлюровских войск в Подольской губернии и против многочисленных банд на Западной Украине. С октября 1920 года — исполняющий должность помощника командира и затем командир батареи 2-й кавалерийской дивизии.
После гражданской войны продолжал службу в частях 1-го конного корпуса: с 1 февраля 1921 года — помощник командира 1-й конно-горной батареи, с июня 1923 по январь 1924 — врид командира этой батареи. В сентябре 1924 года окончил Повторную школу зенитной артиллерии ЗАОН. С сентября 1924 года — помощник командира батареи 2-й конного артдивизиона, с февраля 1925 — начальник стрелковой части 45-й отдельной конно-гаубичного батареи, с апреля 1925 — начальник службы связи, наблюдения и разведки отдельной зенитной батареи механизированного тяжелого АОН Украинского ВО. В октябре 1925 года вновь направлен учиться.
В октябре 1926 года окончил Военную школу механической тяги РККА (Ленинград). Затем вновь служил в войсках Украинского военного округа: с октября 1926 года — помощник командира батареи 121-го артиллерийского полка, с октября 1927 года — командир батареи 6-го отдельного артдивизиона, с августа 1929 года — командир дивизиона 118-го артиллерийского полка.
С мая 1930 года учился на факультете механизации и моторизации Военно-технической академии им. Ф. Э. Дзержинского. Когда в мае 1932 года эта академия была разделена на несколько профильных академий, Потатурчева направили в Военную академию механизации и моторизации РККА имени тов. Сталина.
В 1935 году окончил Военную академию механизации и моторизации РККА имени тов. Сталина. С марта 1935 года служил командиром учебного танкового батальона 5-й тяжелой танковой бригады (Харьковский ВО). С июля 1937 года — командир 1-й тяжелой танковой бригады Белорусского ВО (Смоленск). С июля 1938 года — начальник автобронетанкового управления Белорусского особого военного округа. С мая 1939 года — командир 21-й тяжёлой танковой бригады. Во главе бригады участвовал в Походе РККА в Западную Белоруссию в сентябре 1939 года и в окончившейся бескровно операции по вводу советских войск в страны Прибалтики в июне 1940 года.
С июня 1940 года — командир 4-й танковой дивизии, входившей в состав 6-го механизированного корпуса Западного особого военного округа. Дивизия дислоцировалась на острие Белостокского выступа в городе Белосток, и имела на вооружении около 350 танков, из которых 151 единица приходились на новые Т-34 и КВ-2. Укомплектованность автотранспортом и средствами механизированной тяги составляла около 80 %, очень высокий процент для Красной Армии того времени. Артиллерию имела в полном объёме. В общем, у командира дивизии генерал-майора Потатурчева в руках была мощная сила, способная эффективно выполнять поставленные задачи.

### Великая Отечественная война
С первого дня войны 4-я танковая дивизия в составе 6-го механизированного корпуса 10-й армии Западного фронта участвовала в приграничном сражении в Западной Белоруссии. 24 и 25 июня 1941 года дивизия принимала участие в контрударе на белостокско-гродненском направлении против соединений 3-й немецкой танковой группы, который из-за несогласованности действий, паралича тыла и господства немецкой авиации в воздухе окончился поражением. При этом мощная и полностью укомплектованная дивизия была «раздёргана» вышестоящим командованием по отдельным участкам и не сражалась как единое целое.
При попытке прорыва из окружения под Минском дивизия была окончательно разбита и после 30 июня перестала существовать. Генерал Потатуручев скрывался на оккупированной территории и был захвачен в плен в гражданской одежде только в конце августа 1941 года (по разным данным, 20 или 28 августа) в районе Бобруйска. По утверждению П. Кареля, носил усы «а-ля Сталин» и был первым генералом, попавшим в плен.
Первые допросы А. Г. Потатурчева состоялись 28 и 29 августа 1941 года в штабе немецкой 221-й пехотной дивизии, солдатами которой он и был задержан. По утверждениям А. В. Исаева, на допросах подробно и обстоятельно рассказал о структуре своей танковой дивизии и боевых действиях, чем удивил немцев, отметивших отсутствие у него офицерской чести.
В мае 1945 года был освобождён американскими войсками из концлагеря Дахау. В конце мая передан советской стороне и направлен на спецпроверку. После её завершения был арестован органами СМЕРШ и умер в тюрьме в июле 1947 года. 
Был реабилитирован в числе первых после смерти И. В. Сталина (постановление Президиума ЦК КПСС от 13 июля 1953 г.), согласно этому же постановлению его жена получала пенсию.
По версии вдовы Потатурчева А. Г. Марии Алексеевны, генерала летом 1941 года выдал немцам знавший его вольнонаёмный — тыловик 4-й тд. Дальнейшие обстоятельства в её изложении кардинально отличаются об общеизвестных фактов его биографии, но документальных подтверждений её словам не имеется. Так, по её словам, немцы пытались его расстрелять, но пуля прошла навылет сквозь грудь. Генерал вышел из окружения в ночь на 4 января 1942 года в Тульской области. Сразу был посажен, долго болел в тюрьме и умер 30 сентября 1945 года..
В июле 1953 года посмертно реабилитирован Военной коллегией Министерства внутренних дел СССР.

## Награды и звания
- Орден Красной Звезды (22.02.1938)
- Юбилейная медаль «XX лет Рабоче-Крестьянской Красной Армии» (22.02.1938)

## Воинские звания
- майор (13.01.1936)
- полковник (17.02.1938)
- комбриг (17.05.1939)
- генерал-майор танковых войск (4.06.1940)